# Irina Bliznova
Irina Jur'evna Bliznova (in russo Ирина Юрьевна Близнова?; Krasnodar, 6 ottobre 1986) è un'ex pallamanista russa.
Con la maglia della nazionale russa ha vinto l'oro olimpico ai Giochi di Rio de Janeiro 2016 e l'argento olimpico ai Giochi di Pechino 2008.

## Palmarès

### Club
- EHF Cup

Lada Togliatti: 2011-2012
- Campionato russo: 6

Lada Togliatti: 2002, 2003, 2004, 2005, 2006. 2008
- Coppa di Russia: 1

Lada Togliatti: 2006

### Nazionale
- Oro olimpico: 1

Rio de Janeiro 2016
- Argento olimpico: 1

Pechino 2008
- Campionato mondiale

 Oro: Russia 2005, Francia 2007
- Campionato europeo

 Argento: Svezia 2006

### Individuale
- Migliore terzino destro ai Giochi olimpici: 1

Giochi di Pechino 2008